# حمام (مغتسل)

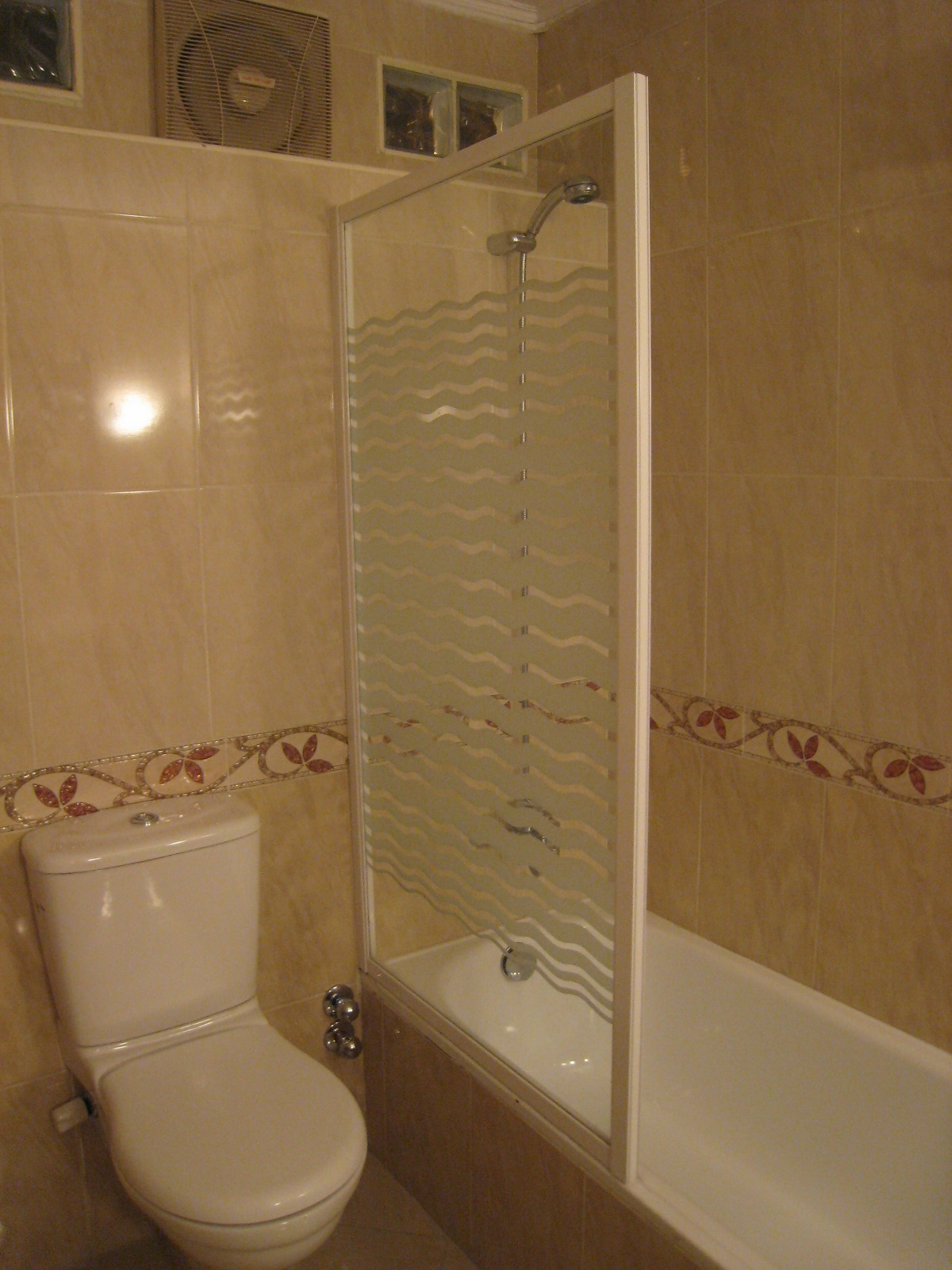
حمام منزلي

الحَمّام هو المكان الذي يستحم أو يغتسل فيه المرء.
الحمامات ثلاث أنواع :
- الحمامات المنزلية وهي ذات صفة شخصية وخاصة.
- الحمامات العامة وتوجد بالأماكن العامة عادةً.
- الحمامات المغربية (السمرة) وهو حمام الساونا والمساج ويكون بطابع التراث.

انتشرت الحمامات العامة في البلاد العربية والأسلامية والشرقية وفي اليونان القديمة وإسبانيا منذ عدة قرون، بينما انتشرت الحمامات المنزلية الخاصة في البيوت والمنازل منذ نهاية القرن التاسع عشر ميلادي، وانتشرت حمامات السمرة في القرن الرابع الميلادي.
تتكون الحمامات العامة من بناء يحوي على عدة قاعات وغرف تتوسطها بحرات يتدفق الماء الساخن لها من سخانات وغلايات خاصة للماء، هناك بعض الحمامات العامة يردها الماء الساخن من عيون طبيعية تنبع من الأرض وفي كثير من الأحيان تكون تلك المياه معدنية أو كبريتية ذات صفات وطاقات علاجية.
أما الحمامات المنزلية ذات الصفة الشخصية فهي في الغالب تتكون من مغطس أو رشاش للماء الساخن والبارد وتكون صغيرة المساحة تتناسب مع مساحة المنازل والبيوت.
أما الحمامات المغربية (السمرة) من المعالم المعمارية العثمانية القديمة.

## أنواع الحمامات
- الحمام العام أو حمام السوق.
- الحمام المنزلي.
- الرشاش أو الدش.
- الجاكوزي.
- السونا.
- الحمام المغربي.

## أشهر الحمامات ذات المياه المعدنية الطبيعية
- مياه الحمة في هضبة الجولان.
- مياه وحمامات بورصة في تركيا.
- مياه حمام العليل في الموصل - العراق.
- مياه البحر الميت الأردن والضفة الغربية في فلسطين.
- مياه حمامات قربص الشمال الشرقي للجمهورية التونسية.
- مياه الحامة الجنوب الشرقي للجمهورية التونسية.

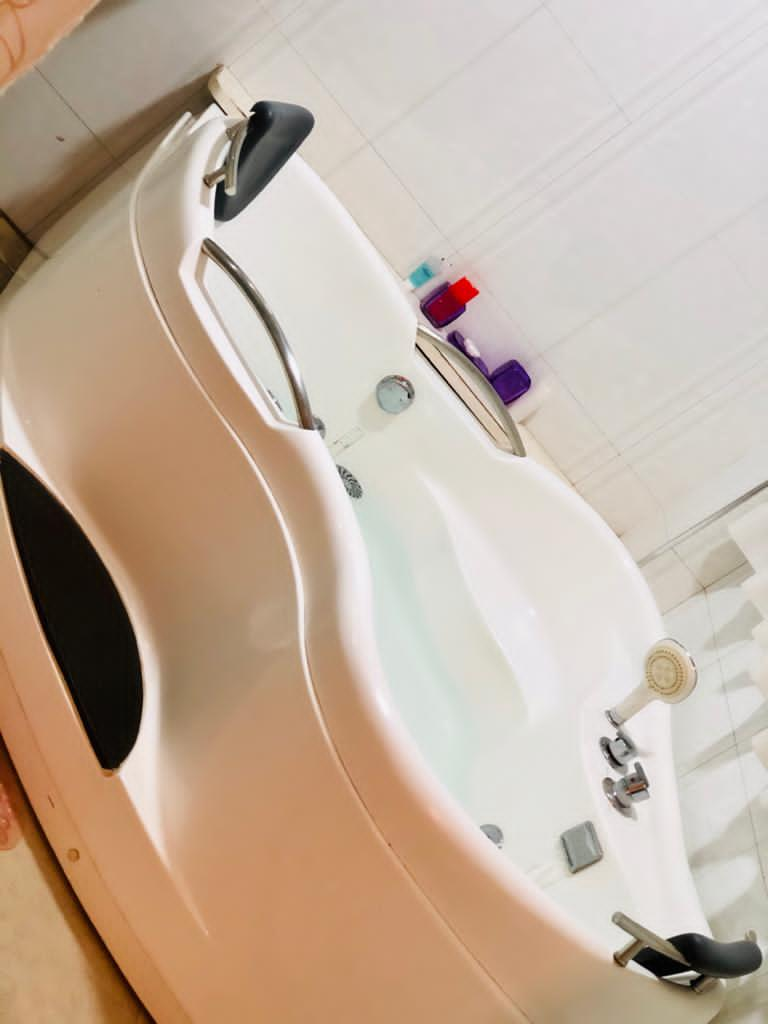
حمام الجاكوزي

- حمام الجاكوزيمياه حمام المسخوطين في الجزائر.

## معرض صور

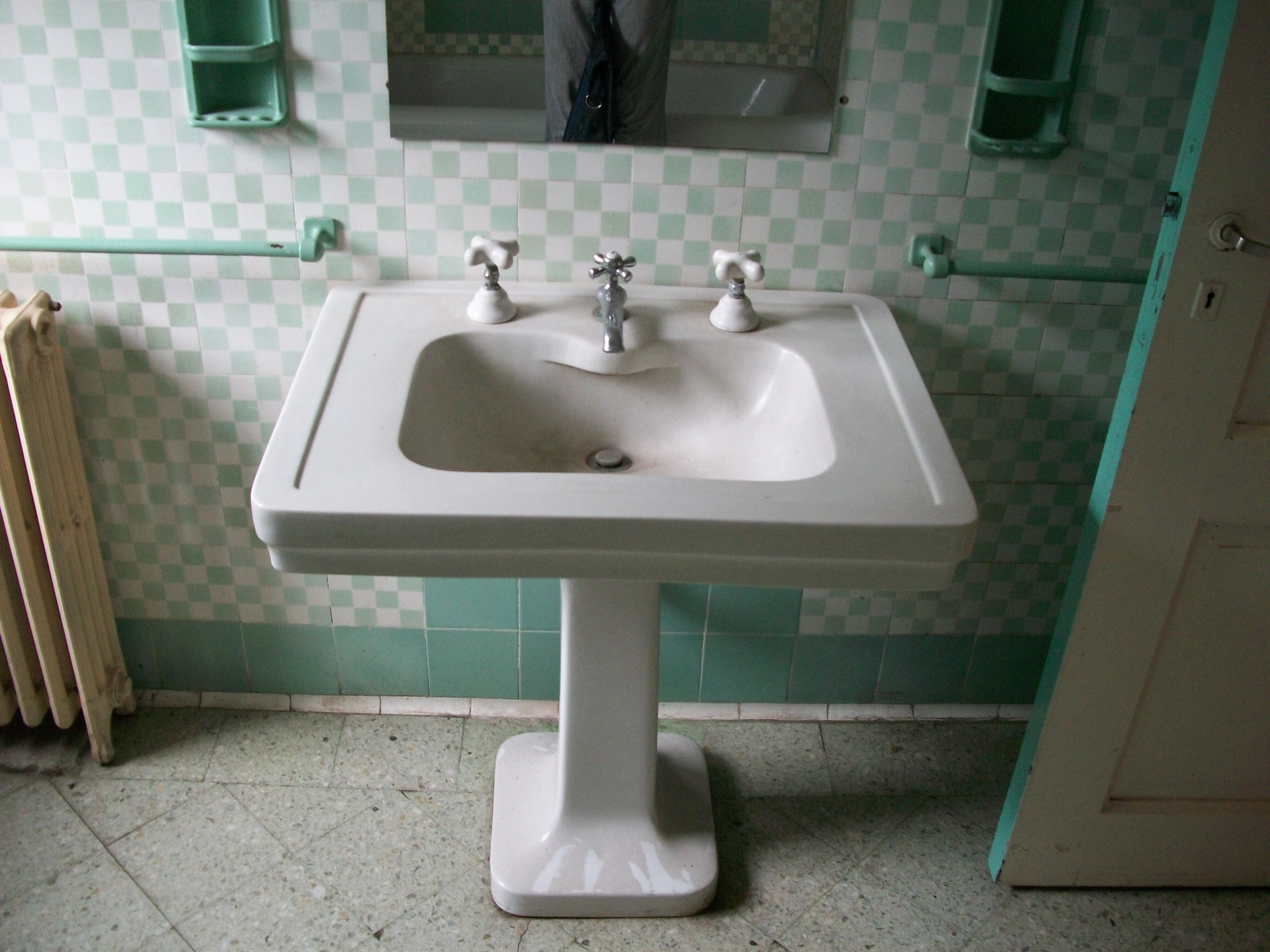
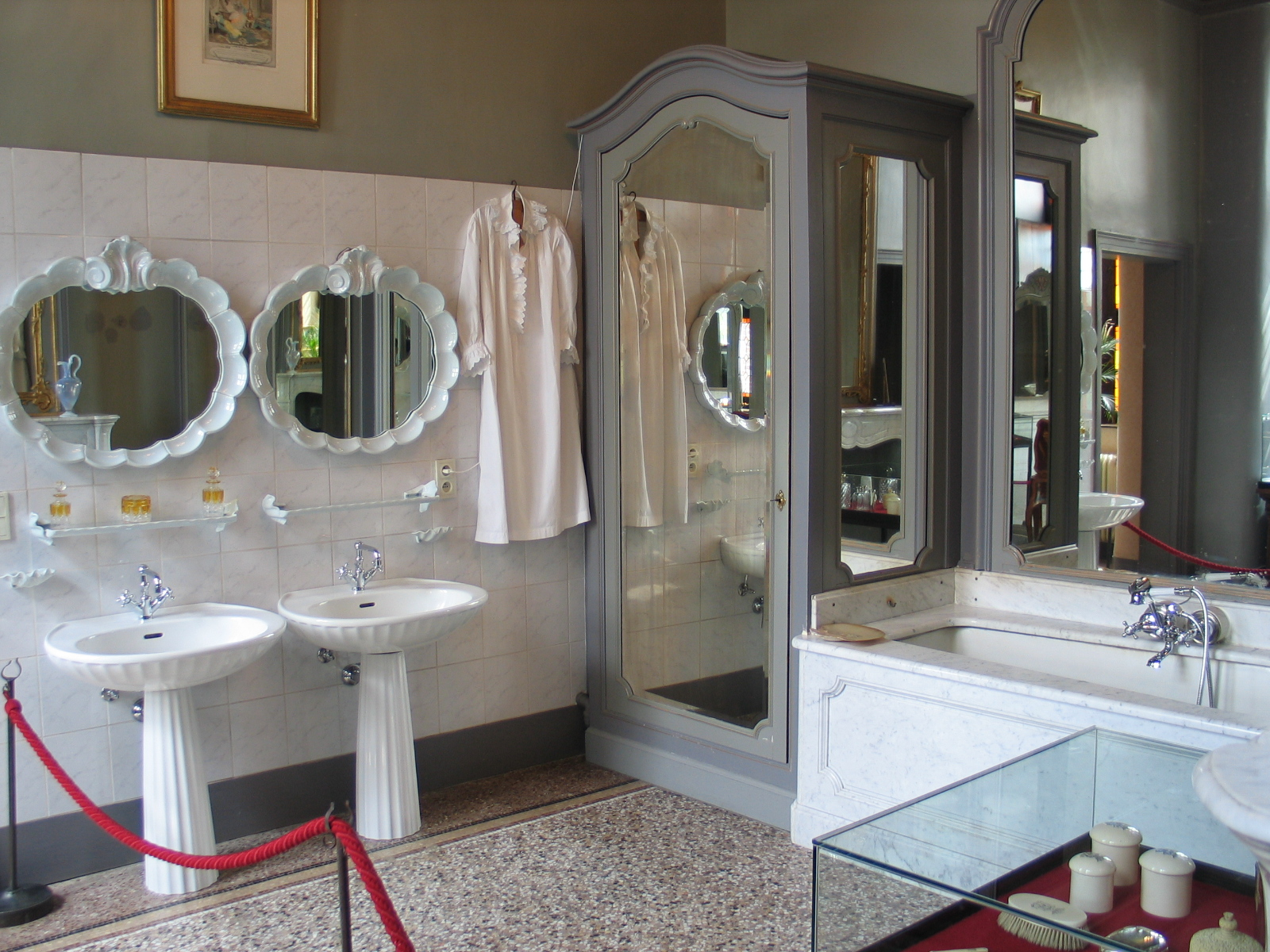
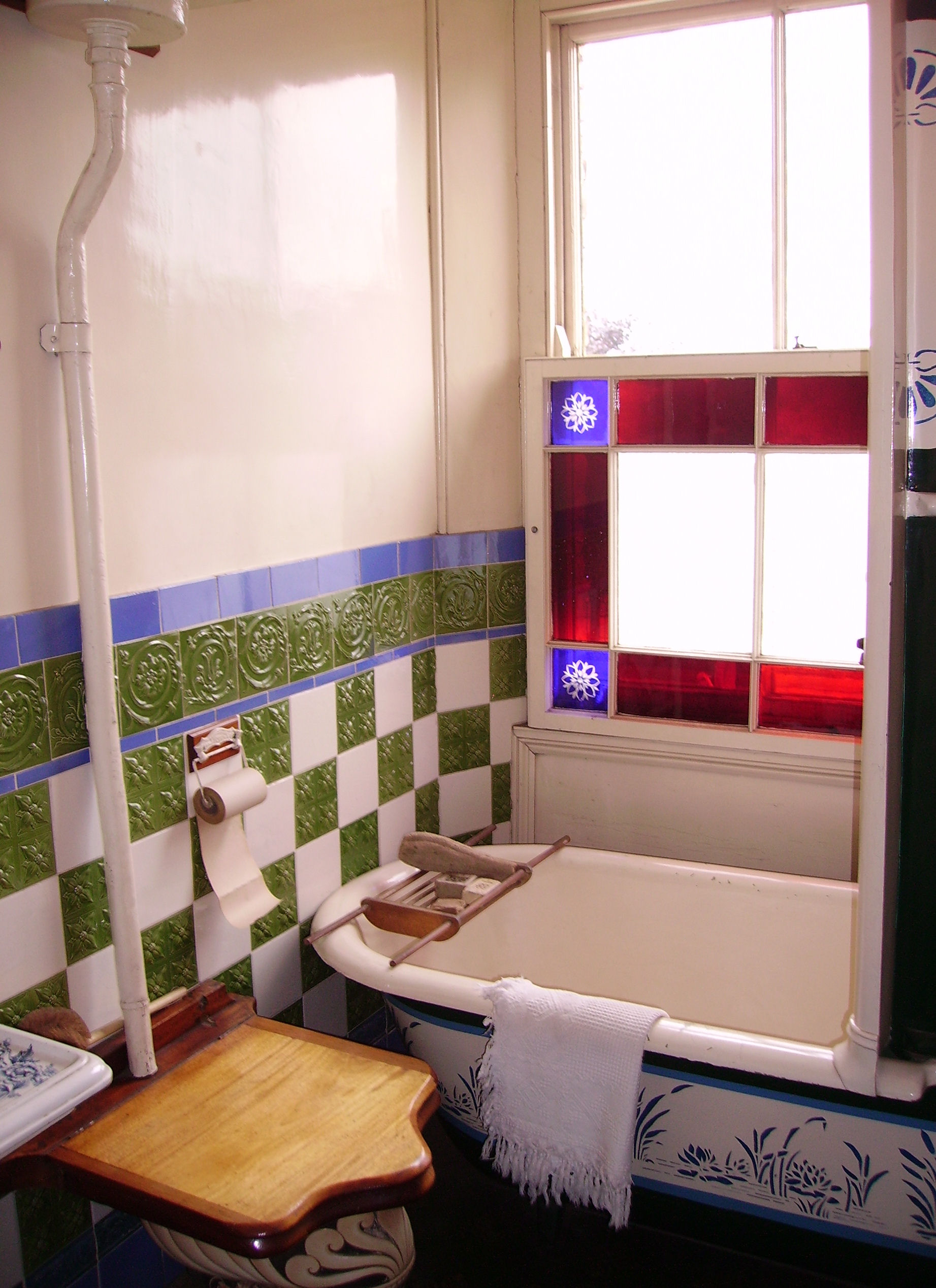
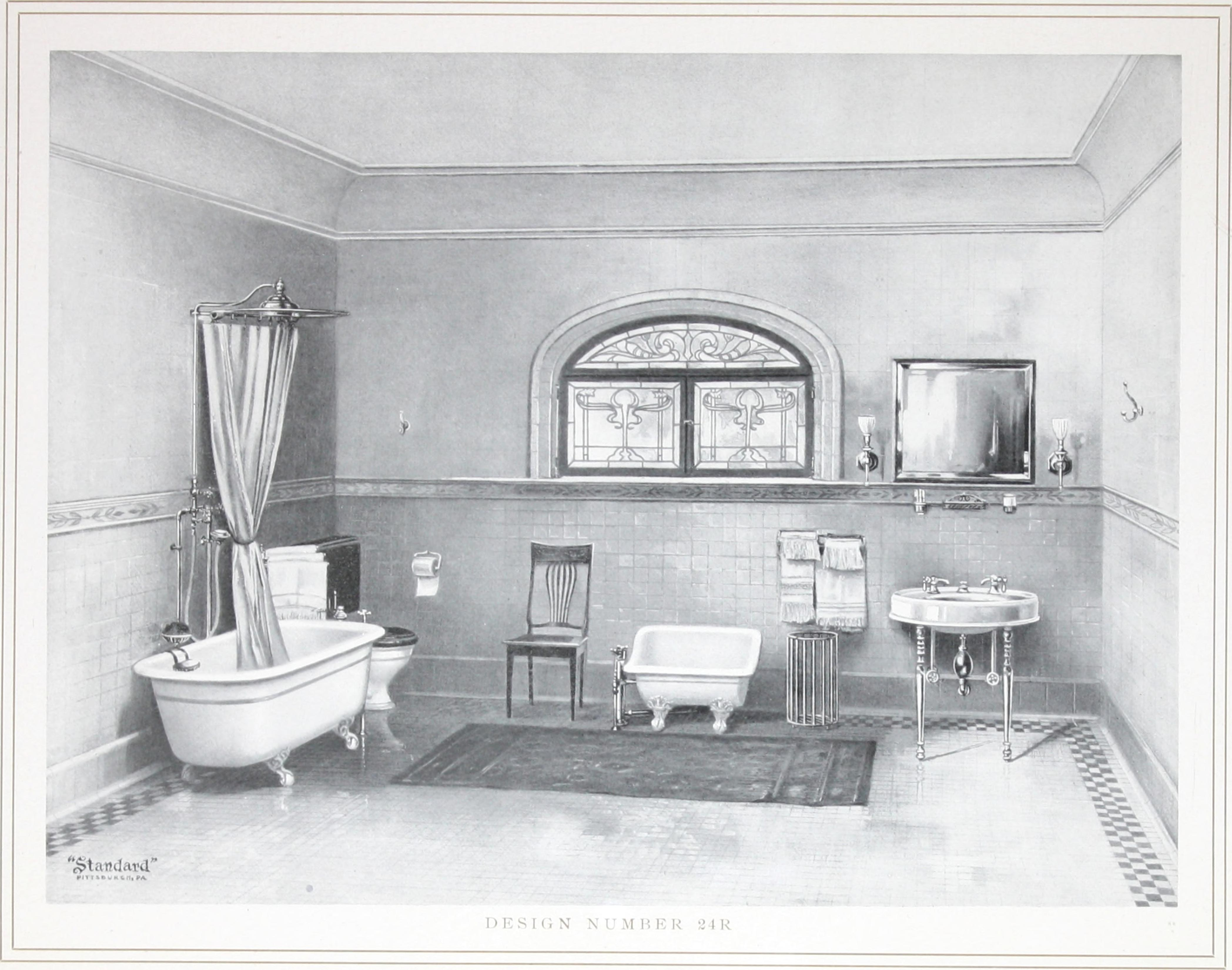

## طالع أيضًا
- المرحاض
- حوض الاستحمام
- الدش